# Periquito-de-reunião
Psittacula eques é uma espécie extinta de ave da família Psittacidae. Endêmica da ilha Reunião, parte das ilhas Mascarenhas, no oeste do oceano Índico. Alguns autores consideram a população da ilha de Reunião coespecífica com a da Maurício, enquanto outros pesquisadores tratam-nas como duas espécies distintas.